# Azam Taleghani
Azam Taleghani (persan : اعظم طالقانی ; 1943 – 30 octobre 2019) est une femme politique et journaliste iranienne qui est à la tête de la Société des femmes de la révolution islamique d'Iran, rédactrice en chef de l'hebdomadaire Payam-e-Hajar et membre du parlement iranien.

## Jeunesse
Née en Iran, elle est élevée dans une famille traditionnelle à Téhéran. Son père est l'ayatollah Mahmoud Taleghani, une des organisateurs de la Révolution iranienne qui se bat contre le pouvoir du Chah et considère que la modernisation du pays doit passer par l'Islam et non les valeurs occidentales. Elle purge une peine de prison sous le régime Pahlavi durant laquelle elle est torturée et violée. En 1979, elle est l'une des premières femmes membre du parlement iranien et fonde la Jame'e Zanan Mosalman (Société des femmes musulmanes) pour améliorer le statut des femmes en leur fournissant des cours de littérature et en les informant sur leurs droits. Déçue par la tournure patriarchale prise par la révolution et l'effacement de la place des femmes dans celle-ci, elle dit : « la pauvreté et la polygamie sont les seules choses que les pauvres femmes ont obtenues de la Révolution ». Elle est également l'éditrice du journal  Payâm-e Hajar, une revue bimensuelle islamique sur les femmes et leurs droits qui remet en cause la lecture très stricte des charia du gouvernement iranien. Bien qu'elle promeut la place des femmes comme étant à la maison, la revue les considère comme égales aux hommes. Elle est arrêtée en 2000. En 2003, elle fait un sit-in devant la prison d'Evin pour protester contre les traitements subis par les prisonniers après la mort de la journaliste irano-canadienne Zahra Kazemi. En 2004, elle est interdite de quitter le territoire iranien par le gouvernement.
Ses idéaux politiques épousent une « forme progressiste d’islamisme révolutionnaire ». Elle est connue pour être la première femme à avoir présenté sa candidature aux élections présidentielles iraniennes en 1997. Cette année-là, parmi les 138 personnes qui se portent candidats, 9 sont des femmes. Bien qu'elle soit à chaque fois refusée par le Conseil des gardiens de la Constitution, son geste a permis de mettre la lumière sur cette discrimination d'État où aucune femme ne peut concourir à la présidence. Elle raconte : « Les femmes représentent 50 % de la population iranienne, donc le pays mérite au moins une femme candidate. ». En 2017, alors âgée de 73 ans, elle pose sa cinquième et dernière candidature,.
Elle meurt le 30 octobre 2019 à l'hôpital Pars l'âge de 76 ans à la suite d'un problème au cerveau. Elle est enterrée au Behesht-e Zahra à Téhéran aux côtés de son père.